# 璞名館
璞名館（はくめいかん）とは、日本の空手道団体。キックボクシング・総合格闘技の選手も育成している。

## 概要
1995年に愛知県江南市にフルコンタクト空手道場・総闘館（そうとうかん）を開設した武内惣が、満10年の2004年4月を期に、強さを求めるだけではなく、己の魂（璞：たましい）を磨き、人間として必要な人格形成の場として総闘館を進化・発展させたフルコンタクト空手道団体。
本部道場は、愛知県江南市。空手道のみならず、プロレス・キックボクシング・総合格闘技への選手派遣やプロ育成にも力を注ぐ。璞名館のプロ部門（ジュニアレスリングも同名）・ゼントータルレスリングクラブ（2005年開設）の代表も武内惣が務める。
前田日明と交流が深く、前田日明がプロデュースするTHE OUTSIDERにも選手を派遣している。
2004年6月には、当時在籍していた中嶋勝彦に総合格闘技の技術を指導してもらうため、前田日明を招待し、前田日明格闘術セミナーを開催した。